# Shiga Kogen

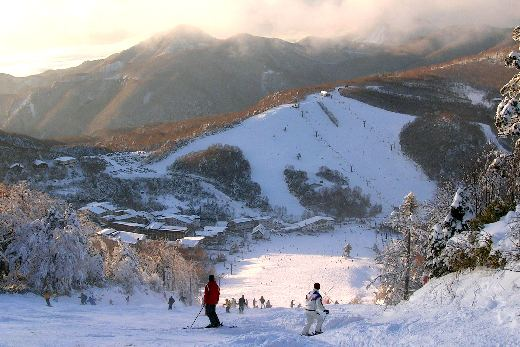
Le site de Kanbayashi

Shiga Kogen (志賀高原) est une grande station de sports d'hiver située à Yamanouchi dans la préfecture de Nagano au Japon.

## Géographie
Le haut plateau de Shiga est situé au nord-est de la préfecture de Nagano et forme une partie du parc national de Joshinetsu. C'est un plateau accidenté de 1 400 m à 1 700 m d'altitude, constitué par une coulée de lave provenant du Mont Shiga. 
Entouré par des montagnes d'environ 2 000 m d'altitude (le point culminant est à 2 337 m), il présente une topographie changeante avec plusieurs lacs, étangs et marécages. Le plateau possède également plusieurs stations thermales (utilisées par les macaques du Japon).
Composée de 21 domaines skiables et environ 70 remontées mécaniques, gondoles, téléphériques et remontées, Shiga Kogen est de loin le plus grand domaine skiable du Japon.

## Sports
Shiga Kogen abrita une partie des épreuves des Jeux olympiques d'hiver de 1998 et accueille régulièrement des épreuves de la Coupe du monde de ski alpin[réf. nécessaire].